# Cherokee (Sprache)

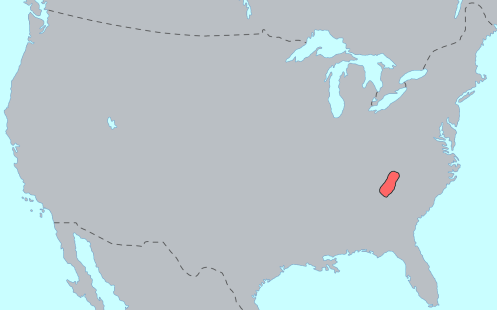
Ursprüngliches Siedlungsgebiet der Cherokee vor den Vertreibungen des 19. Jahrhunderts. Heute lebt etwa die Hälfte der Sprecher in Oklahoma.

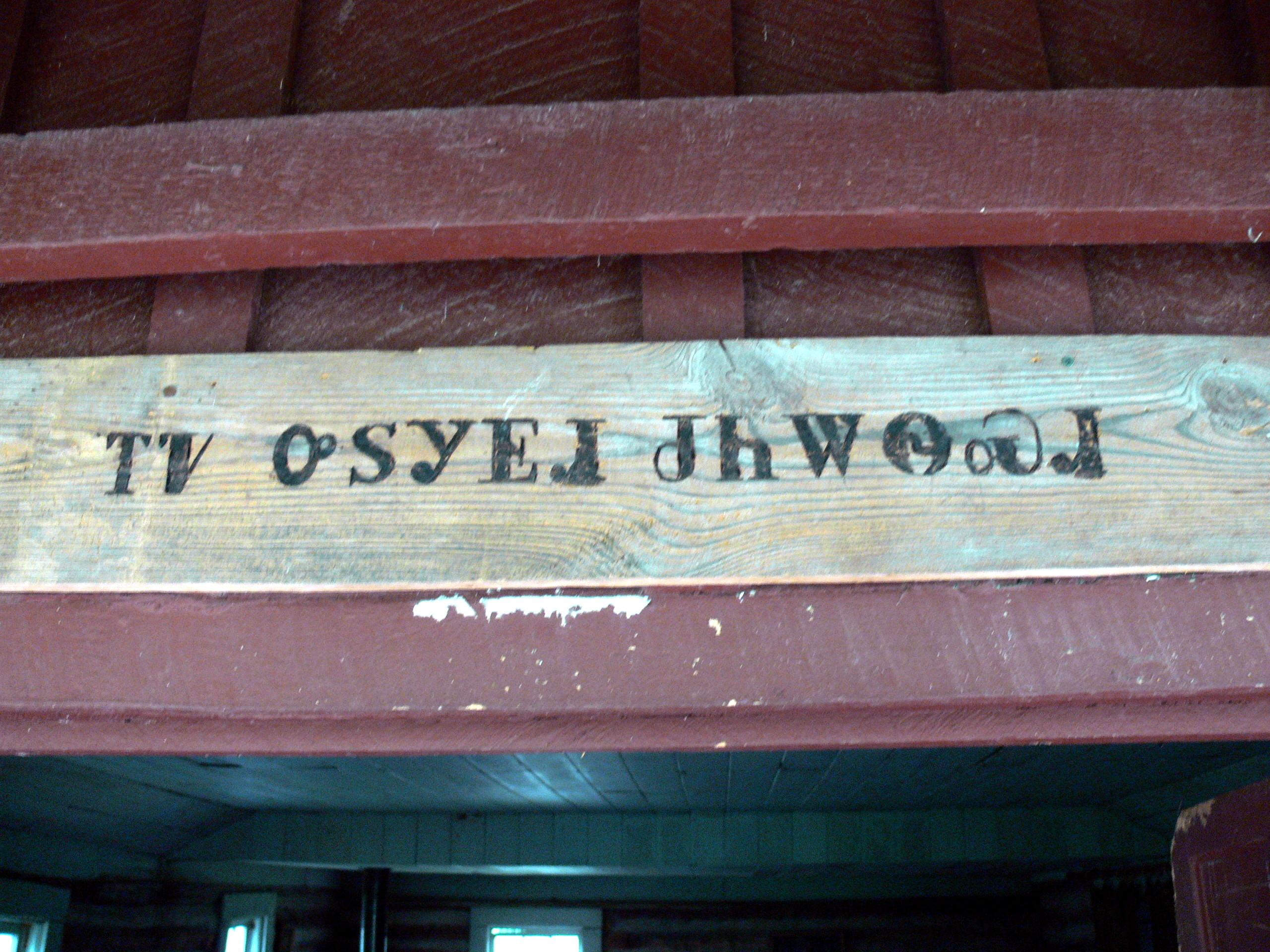
Cherokee-Beschriftung über einer Kirche in Adams Corner

Cherokee (ᏣᎳᎩ Tsalagi oder ᏣᎳᎩ ᎦᏬᏂᎯᏍᏗ Tsalagi Gawonihisdi) ist die Sprache des Cherokee-Volkes und wird noch von bis zu 22.000 Menschen gesprochen. Cherokee gehört zur irokesischen Sprachfamilie und ist die einzige Sprache der südirokesischen Gruppe, die noch gesprochen wird. Die ursprüngliche Eigenbezeichnung dieser Sprache war Aniyunwiya, der heutige Name Tsalagi wurde von dem englischen Begriff Cherokee abgeleitet, der seinerseits ‚Irokese‘, ‚Irokesisch‘ bedeutete.

## Dialekte
Das Cherokee (ᏣᎳᎩ ᎦᏬᏂᎯᏍᏗ Tsalagi Gawonihisdi) bestand ursprünglich aus drei regionalen Dialekten (während der Reservationszeit entwickelte sich ein weiterer vierter Dialekt) und hat heute ca. 12.000 Sprecher.
- Elati-Dialekt oder Lower (Towns)-Dialekt, auch: Östlicher Dialekt (Dialekt der Lower Towns im Grenzgebiet von South Carolina und Georgia, einziger „R“ + „ts“-Dialekt: Tsa-ra-gi, ca. 1900 †)
- Kituwah/Giduwah-Dialekt oder Middle (Towns)-Dialekt (Dialekt der Middle Towns und der Out Towns in North Carolina, „L“ + „tl“ oder „dl“ -Dialekt: Tla-la-gi oder Dla-la-gi, ca. 1.000 Sprecher)
- Otali/Atali-Dialekt oder Overhill (Towns)-Dialekt, auch: Upper bzw. Westlicher Dialekt (Dialekt der Overhill Towns in Tennessee und der Valley Towns in North Carolina sowie später der Five Lower Towns der sogenannten Chickamauga Cherokee (Lower Cherokee),[1] „L“ + „ts“: Tsa-la-gi, ca. 9.000 bis 11.000 Sprecher)
- Overhill-Middle-Dialekt oder Oklahoma-Dialekt (moderne Dialektvariante, die sich erst während der Reservationszeit herausbildete)

## Phonologie

### Konsonanten
Wie alle irokesischen Sprachen hatte Cherokee ursprünglich keine labialen Konsonanten (b, p, m). Durch Lautverschiebung aus w und durch Fremdwörter ist mittlerweile ein m vorhanden. p wird meist durch qu ersetzt. Daher heißt die Wikipedia auf Cherokee Wikiquediya.
Der Konsonantenbestand des Cherokee von North Carolina lässt sich so beschreiben:
|             | Labial | Alveolar | Palatal | Velar | Glottal |
| ----------- | ------ | -------- | ------- | ----- | ------- |
| Plosiv      |        | t        |         | k     | ʔ       |
| Affrikat    |        | ts       |         |       |         |
| Frikativ    |        | s        |         |       | h       |
| Nasal       | m      | n        |         |       |         |
| Approximant |        | l        | j (y)   | ɰ (w) |         |

### Vokale
Cherokee hat sechs Vokale: a, e, i, o, u und einen nasalen Vokal, der wie französisch un klingt und in Lateinschrift meistens als v geschrieben wird. Diesen Vokal gibt es in allen irokesischen Sprachen. Alle Vokale können kurz oder lang sein:
|             | Vorne | Zentral | Hinten |
| ----------- | ----- | ------- | ------ |
| Geschlossen | i iː  |         | u uː   |
| Mittel      | e eː  | ə̃ ə̃ː    | o oː   |
| Offen       |       | a aː    |        |

An Diphthongen gibt es, außer in Fremdwörtern, nur einen: ai.

### Betonung
Cherokee ist eine Tonsprache mit sechs Tönen: hoch, tief, steigend, fallend, hoch und fallend, tief und fallend. Jedoch bewirkt ein falscher Ton nur in sehr seltenen Fällen eine andere Wortbedeutung. Außerdem markiert die Schrift die Töne nicht, und auch in lateinischer Transliteration werden sie üblicherweise weggelassen. In vielen Gegenden vereinfacht sich das Tonsystem, insbesondere bei unachtsamer Aussprache, während andere Sprecher, besonders ältere, bewusst daran festhalten.

## Grammatik
Wie viele Indianersprachen ist auch Cherokee polysynthetisch. Das bedeutet, dass viele Morpheme in ein einziges Wort gepackt werden können, das sehr lang sein kann. Die Verben des Cherokee können als wichtigste Wortart viel mehr Information enthalten als deutsche Wörter. Sie schließen nicht nur das Subjekt (ich, du, …) mit ein, sondern auch das Objekt (mich, dich, …) und zum Teil dessen Beschaffenheit (siehe unten). Ein Verb muss mindestens aus vier Teilen bestehen: der Vorsilbe für das Pronomen, dem Verbstamm, einer Nachsilbe für den Aspekt, und einer Nachsilbe für den Modus. So besteht die Verbform gega ‚ich gehe (gerade)‘, aus folgenden Elementen:
| g-                      | e                 | -g                         | -a                         |
| PRONOMEN-VORSILBE „ich“ | VERBSTAMM „gehen“ | ASPEKT-NACHSILBE „Präsens“ | MODUS-NACHSILBE „momentan“ |

Wie viele Sprachen (z. B. Türkisch) kennt Cherokee keine Unterscheidung zwischen „er“, „sie“ und „es“. Dafür kennt es einen Dual (Zweizahl) wie Slowenisch, und wie Tagalog und Tamil ein inklusives und ein exklusives Wir. Dies kann man an der Konjugation des Verbes -e- im Präsens sehen:
|           | Singular                  | Dual inklusiv                            | Dual exklusiv                                 | Plural inklusiv                                  | Plural exklusiv                                       |
| --------- | ------------------------- | ---------------------------------------- | --------------------------------------------- | ------------------------------------------------ | ----------------------------------------------------- |
| 1. Person | ᎨᎦ gega ‚ich gehe‘        | ᎢᏁᎦ inega ‚wir beide gehen (du und ich)‘ | ᎣᏍᏕᎦ osdega ‚wir beide gehen (aber du nicht)‘ | ᎢᏕᎦ idega ‚wir (3 und mehr) gehen (und du auch)‘ | ᎣᏤᎦ ‚otsega‘ ‚wir (3 und mehr) gehen (aber du nicht)‘ |
| 2. Person | ᎮᎦ hega ‚du gehst‘        | ᏍᏕᎦ sdega ‚ihr beide geht‘               | ᏍᏕᎦ sdega ‚ihr beide geht‘                    | ᎢᏤᎦ itsega ‚ihr geht‘                            | ᎢᏤᎦ itsega ‚ihr geht‘                                 |
| 3. Person | ᎡᎦ ega ‚er, sie, es geht‘ | ᎠᏁᎦ anega ‚sie gehen‘                    | ᎠᏁᎦ anega ‚sie gehen‘                         | ᎠᏁᎦ anega ‚sie gehen‘                            | ᎠᏁᎦ anega ‚sie gehen‘                                 |

Die hier verwendete Zeit ist das progressive Präsens („ich gehe gerade“). Cherokee unterscheidet noch strenger zwischen progressivem und habituellem Präsens (Ich gehe oft / normalerweise) als das Englische. Die Formen des habituellen Präsens für ich gehe (normalerweise), du gehst (normalerweise), er, sie, es geht (normalerweise) heißen ᎨᎪᎢ gegoi, ᎮᎪᎢ hegoi, ᎡᎪᎢ egoi.
Es gibt zwei Konjugationen, das heißt zwei komplette Sets von Pronominalvorsilben, die ein Verb verlangen kann: ᎨᎦ g-ega „ich gehe“, aber ᎠᎩᎭ agi-ha „ich habe“. Welche es ist, muss man lernen. Diese verändern sich jeweils noch einmal, je nachdem, ob der Verbstamm mit einem Konsonanten oder mit einem Vokal beginnt. 

### Objektkonjugation
Neben den Pronominalvorsilben, die sich nur auf das Subjekt beziehen, wie im Beispiel oben, gibt es solche, die Subjekt und Objekt bedeuten: Bei ᏥᎩᎠ tsi-gia „ich esse es“ bedeutet die Vorsilbe tsi- „ich es“. Ebenso ᎬᏍᏕᎳ gv-sdela „ich helfe dir“, ᏍᎩᏍᏕᎳ sgi-sdela „du hilfst mir“, ᎦᎯᏬᏂᎭ gahi-woniha „du sprichst mit ihnen“. Bei diesen Vorsilben wird noch einmal unterschieden, ob das Objekt belebt oder unbelebt ist. Für Menschen und Tiere werden also andere Vorsilben verwendet als für Sachen: ᏅᏯ ᎠᎩᎪᎲᎢ nvya agigohv'i „Ich sah einen Stein“, aber ᏪᏌ ᏥᎪᎲᎢ wesa tsigohv'i „ich sah eine Katze“.
Das Passiv bildet man mit einem eigenen Set aus Vorsilben: ᎥᎩᎪᏩᏘᎭ vgi-gowatiha „ich werde gesehen“.

### Klassifikatoren für Beschaffenheit in einigen Verben
Etwa 20 Verben des Cherokee verlangen spezielle Silben, die das direkte Objekt nach seiner Beschaffenheit qualifizieren. Dazu gehören die Verben für „aufheben“, „ablegen“, „wegnehmen“, „waschen“, „verstecken“, „essen“, „ziehen“, „haben“, „halten“, „in Wasser legen“, „in Feuer legen“ und „sich befinden“. Die Klassifikatoren können in fünf Kategorien eingeteilt werden:
1. Lebendig
2. Biegsam (am häufigsten)
3. Lang (schmal, nicht biegsam)
4. Flüssig (oder Behälter)
5. Unbestimmt (fest, relativ schwer)

Beispiel:
| Art des Klassifikators | Cherokee     | Übersetzung                                |
| ---------------------- | ------------ | ------------------------------------------ |
| Lebendig               | ᎯᎧᏏ hikasi   | Gib ihm (etwas Lebendiges)                 |
| Biegsam                | ᎯᏅᏏ hinvsi   | Gib ihm (etwas wie Kleider oder ein Seil)  |
| Lang und fest          | ᎯᏗᏏ hidisi   | Gib ihm (etwas wie einen Besen oder Stift) |
| Flüssig                | ᎯᏁᎥᏏ hinevsi | Gib ihm (etwas wie Wasser)                 |
| Unbestimmt             | ᎯᎥᏏ hivsi    | Gib ihm (etwas wie Essen oder ein Buch)    |

Es gibt Berichte, dass die jüngsten Cherokeesprecher nur noch die unbestimmten Formen verwenden und das Klassifikationssystem zu verschwinden beginnt.

## Wortstellung
Einfache Aussagesätze folgen einer Wortstellung von Subjekt-Objekt-Verb (SOV). Verneinte Sätze haben eine andere Stellung. Adjektive stehen vor Substantiven. Stehen sie danach, bilden sie einen Satz mit „ist“ (das Wort „ist“ ist unnötig): ᎠᎩᏙᏓ ᎤᏔᎾ agidoda utana, deutsch ‚mein Vater ist groß‘. Demonstrativpronomen stehen ganz am Anfang einer Nominalphrase: Ꮎ ᎠᏍᎦᏯ ᎠᎩᏙᏓ na asgaya agidoda, deutsch ‚dieser Mann ist mein Vater‘.

## Schrift
Cherokee wird in einer eigenen Silbenschrift geschrieben, die von dem Indianer Sequoyah entwickelt wurde. Einige Silbenzeichen ähneln lateinischen, griechischen oder kyrillischen Buchstaben oder auch arabischen Ziffern, haben aber einen davon völlig verschiedenen Lautwert.